# Чхве Г'ю Пек
Чхве Г'ю Пек (кор. 최규백, нар. 23 січня 1994) — південнокорейський футболіст, захисник клубу «Чеджу Юнайтед».
Виступав, зокрема, за клуб «Чонбук Хьонде Моторс», а також олімпійську збірну Південної Кореї.

## Клубна кар'єра
Вихованець футбольної школи Університету Тегу.
У дорослому футболі дебютував 2016 року виступами за команду клубу «Чонбук Хьонде Моторс», в якій того року взяв участь у 15 матчах чемпіонату.
До складу клубу «Ульсан Хьонде» приєднався 2017 року. Через рік перейшов до складу японського клубу «В-Варен Нагасакі», за який відіграв 18 матчів.
З 2019 на правах оренди захищає кольори корейського клубу «Чеджу Юнайтед».

## Виступи за збірну
2016 року захищав кольори олімпійської збірної Південної Кореї. У складі цієї команди провів 3 матчі. У складі збірної — учасник футбольного турніру на Олімпійських іграх 2016 року у Ріо-де-Жанейро.